# Willemia aspinata
Willemia aspinata är en urinsektsart som beskrevs av Stach 1949. Willemia aspinata ingår i släktet Willemia och familjen Hypogastruridae. Inga underarter finns listade i Catalogue of Life.